# N@nimono (phim)
N@nimono (Nhật: 何者) là phim điện ảnh Nhật Bản năm 2016 do Daisuke Miura làm đạo diễn. Nội dung của phim dựa trên tiểu thuyết cùng tên của tác giả Ryo Asai, tiểu thuyết đã đoạt giải Naoki lần thứ 148 năm 2012.. Phim được phát hành tại Nhật Bản bởi Toho vào ngày 15 tháng 10 năm 2016.

## Cốt truyện
Phim kể về cuộc sống của 5 sinh viên Đại học trong công cuộc tìm kiếm việc làm, qua đó hiểu rõ hơn "bản thân mình là ai". Họ động viên nhau và đăng lên twitter những suy nghĩ, nỗi lo âu của mình, nhưng họ vẫn giữ những suy nghĩ cá nhân ẩn sau.
Takuto Ninomiya quan sát mọi thứ xảy ra xung quanh bản thân. Bạn cùng phòng của anh là Kotaro Kamiya có tính cách vui vẻ và hòa đồng với tất cả mọi người. Mizuki Tanabe là người yêu cũ của Kotaro Kamiya. Takuto Ninomiya lại có tình cảm dành cho người yêu cũ của bạn cung phòng. Rika Kobayakawa quyết tâm tìm được việc làm. Takayoshi Miyamoto thường chỉ trích các hoạt động săn đuổi việc làm, nhưng về sau anh ấy cũng cố gắng tìm cho mình một công việc.

## Diễn viên
- Takeru Satoh trong vai Takuto Ninomiya
- Masaki Suda trong vai Kotaro Kamiya
- Kasumi Arimura trong vai Mizuki Tanabe
- Fumi Nikaido trong vai Rika Kobayakawa
- Masaki Okada trong vai Takayoshi Miyamoto
- Takayuki Yamada trong vai Sawa, tiền bối của Takuto

## Sản xuất
Phim bắt đầu bấm máy vào ngày 26 tháng 2 năm 2016.
Nhạc chủ đề của phim tên là NANIMONO do Kenshi Yonezu và Yasutaka Nakata phối nhạc, sáng tác và thể hiện.

## Giải thưởng
| Giải thưởng | Giải thưởng                    | Giải thưởng                     | Giải thưởng      | Giải thưởng |
| Năm         | Giải thưởng                    | Hạng mục                        | Người được đề cử | Kết quả     |
| ----------- | ------------------------------ | ------------------------------- | ---------------- | ----------- |
| 2016        | Giải thưởng phim Nikkan Sports | Nam diễn viên phụ xuất sắc nhất | Masaki Suda      | Đề cử       |

## Đường dẫn bên ngoài
- Website chính thức
- N@nimono trên Internet Movie Database
- Somebody tại Asianwiki